# Cataulacus cestus
Cataulacus cestus är en myrart som beskrevs av Bolton 1982. Cataulacus cestus ingår i släktet Cataulacus och familjen myror. Inga underarter finns listade.